# S:t Paulskyrkan, Stockholm
S:t Paulskyrkan, även känt som S:t Pauls kapell, är en metodistkyrka belägen i kvarteret Rosendal mindre vid Mariatorget på Södermalm i centrala Stockholm. Den invigdes 1876 för S:t Pauls församling. Församlingens verksamhet upphörde årsskiftet 2014/15 varefter kyrkobyggnaden såldes till Stockholms stadsmission.

## Kyrkobyggnad

Nybyggnadsritningar 1875

Kyrkan i uppfördes 1875-1876 av byggmästarna Gustaf Alfred Johansson och N.M. Hammarlund för Metodistföreningen. För ritningarna svarade arkitekterna Axel Kumlien och Hjalmar Kumlien (som också kom att rita Andreaskyrkan på Södermalm). Pengarna för bygget kom bland annat från trosfränder i New York.
Bröderna Kumliens kapell uppvisar en klart genomförd nygotik av engelsk eller amerikansk typ. I Stockholm hade dittills bara Ersta kyrka från 1864 fått liknande former. S:t Paulskyrkan kom att bli normerande för liknande metodistiska anläggningar i landet. Ett stort rosettfönster pryder gavelfasaden mot torget. Taket kröns av en åttkantig takryttare med tornspira. Långsidorna kantas av höga strävpelare och däremellan finns spetsbågiga fönstergrupper.
Altarmålningen föreställande Jesu uppståndelse tillkom vid en ombyggnad 1894. Den utfördes av konstnären Wilhelm Gernandt. Den öppna kyrksalen rymmer 500 platser, med orgelläktaren i öster. Kyrkans västra del rymde ursprungligen en skolsal samt några mindre rum.  Kyrkan är restaurerad 1897 och 1939. Orgeln kom från Sankt Matteus kyrka 1971.
Byggnaden är blåklassad av Stockholms stadsmuseum vilket innebär att det kulturhistoriska värdet anses motsvara fordringarna för byggnadsminne.

## Interiörbilder

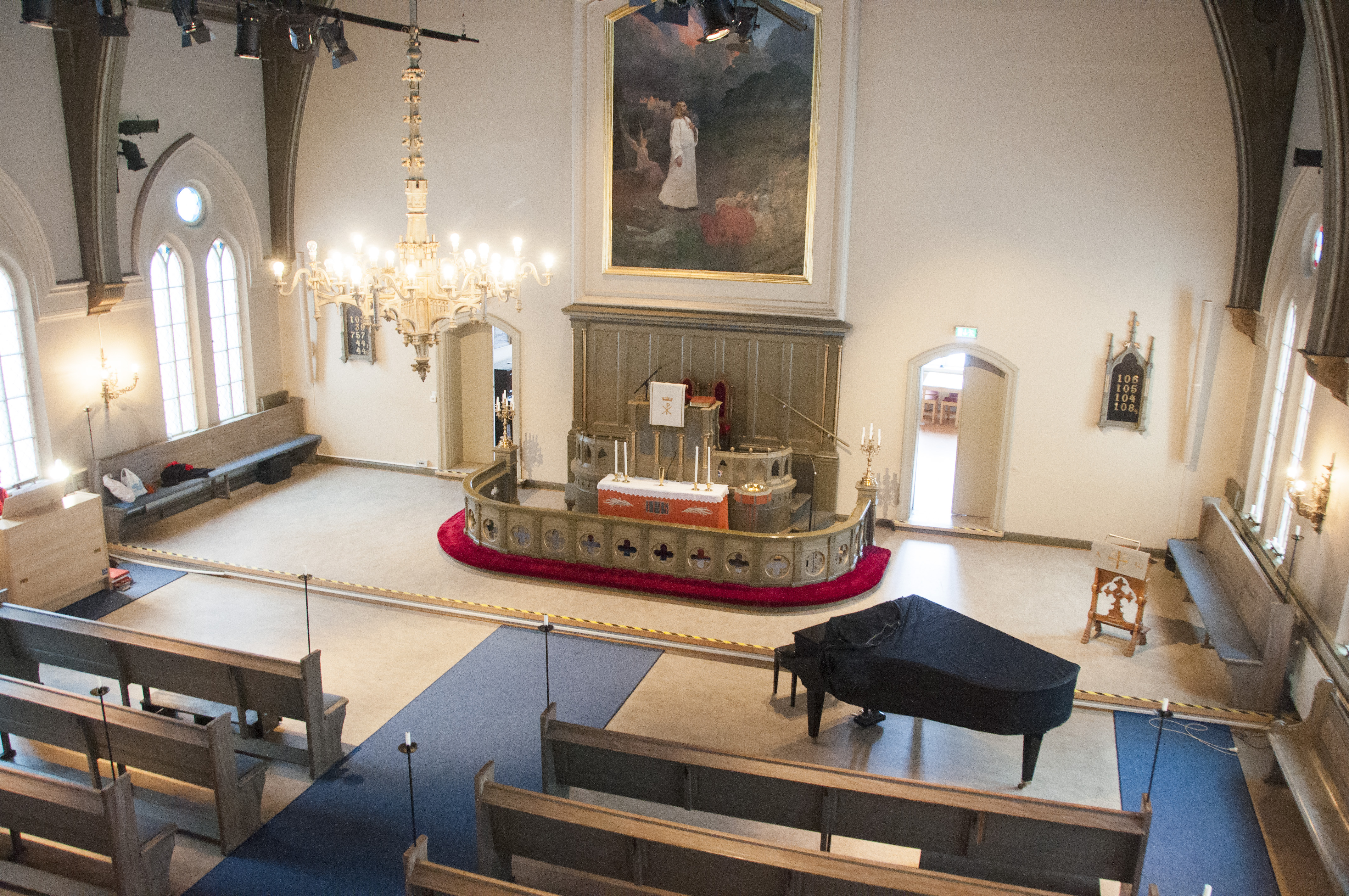
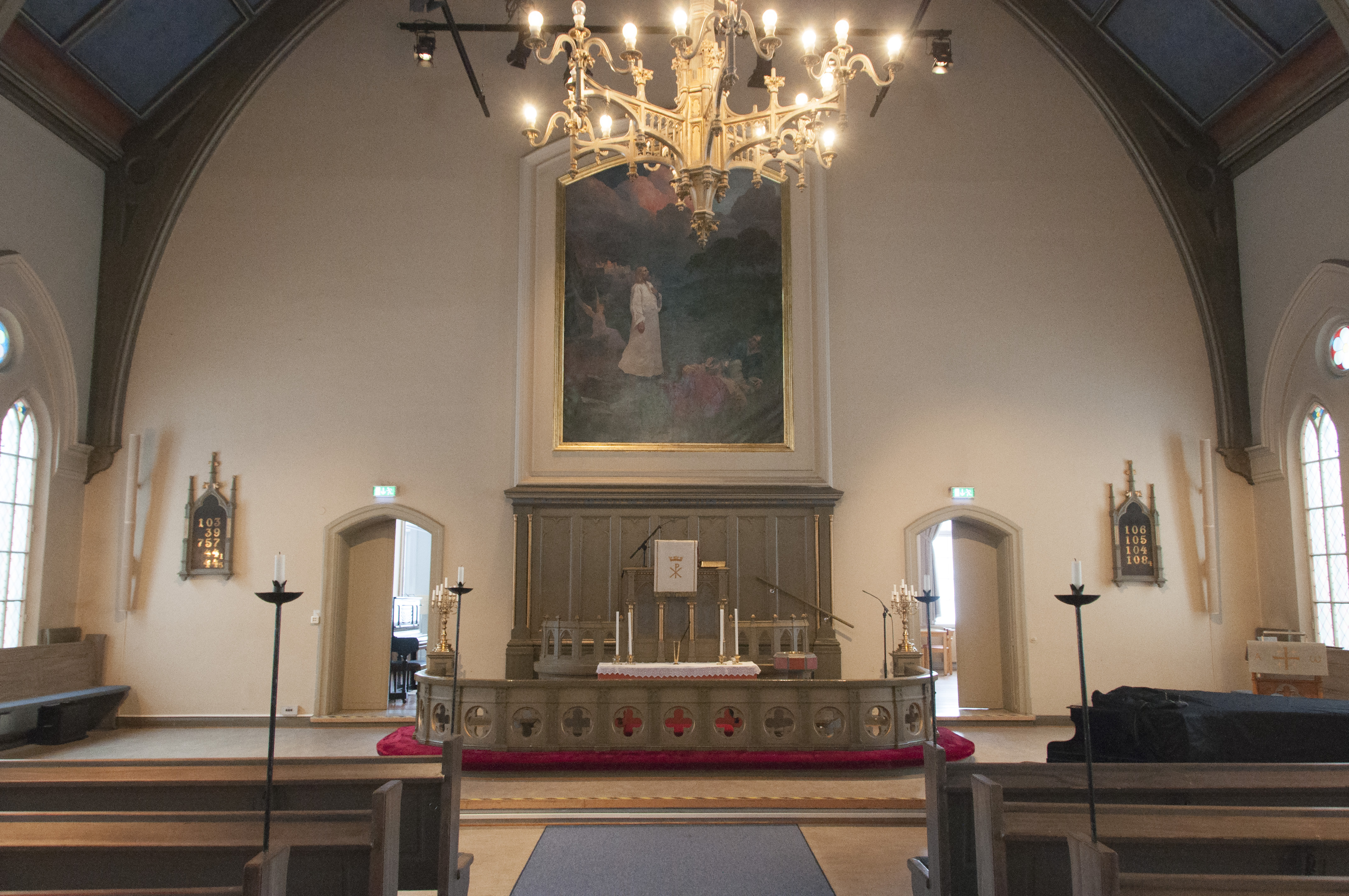
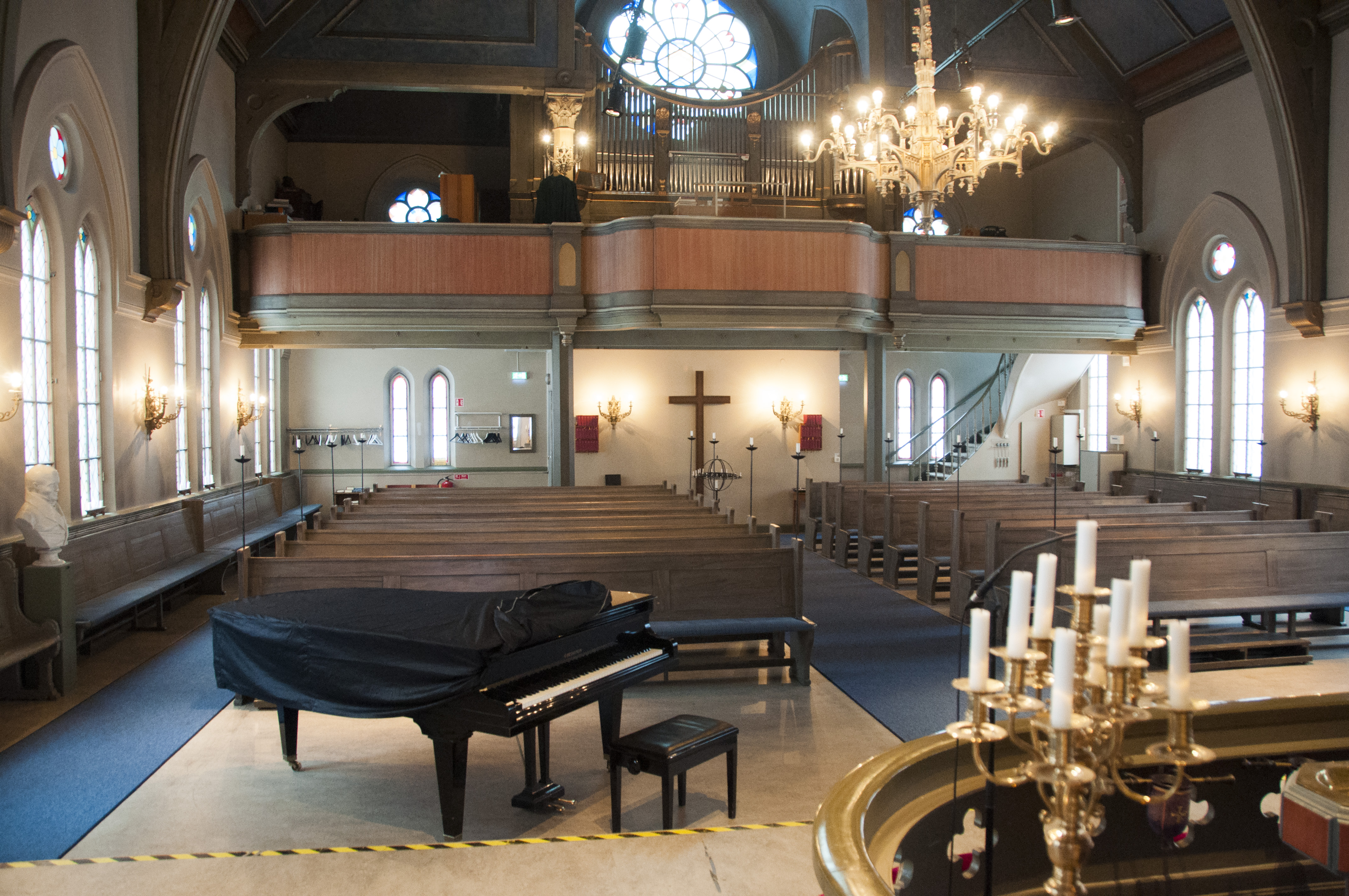
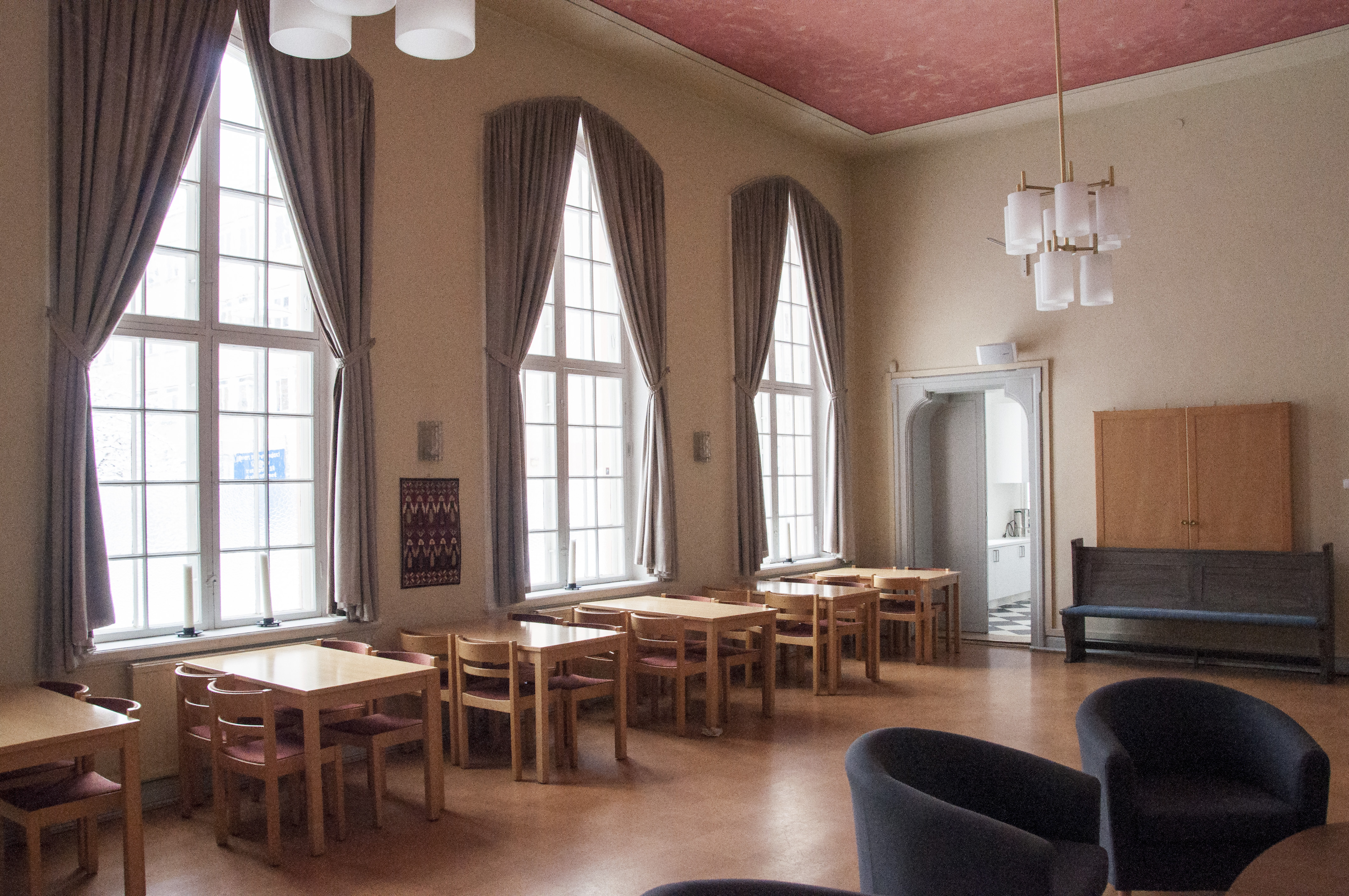

## S:t Pauls metodistförsamling
S:t Pauls metodistförsamling bildades 1868 som den första metodistförsamlingen i Sverige. Verksamheten pågick i olika lokaler till 1876 då S:t Paulskyrkan stod färdig. På 1890-talet uppgick antalet medlemmar till "390 i full förening och 203 på prof". Församlingen hade även en bönelokal på Åsögatan.
Flera verksamhetsgrenar har under åren skapats utifrån församlingen såsom Epworthföreningen för barn och ungdom (startad 1892), kvinnoorganisationen Systraföreningen (runt 1900), Kvinnosällskapet för Yttre Mission (1908), Föreningen Hjelpverksamheten som bland annat bestod av en sjuk- och begravningskassa, samt föreningen De gamlas hem som drev S:t Paulshemmet för gamla (1935-1985).
På Dagens Nyheters förstasida rapporterades 1907 att Sveriges första offentliga tungomålstalande då hade skett i S:t Paulskyrkan.

1975 sammanslogs församlingen med S:t Markus metodistförsamling, som också fanns på Södermalm, varvid man bildade S:t Paul-S:t Markus metodistförsamling.
2013 blev man del av det gemensamma trossamfundet Equmeniakyrkan och samma år ändrades namnet till S:t Pauls församling. 
2014 uppgick antalet medlemmar till ungefär 40 varav endast 8-9 aktiva. Till följd av låga medlemsantalet fattades därför beslutet att avveckla församlingen, detta då man inte längre ansåg sig ha vare sig de praktiska eller ekonomiska förutsättningarna att fortsätta ett traditionellt församlingsarbete. I samband med avvecklingen beslutades att kyrkofastigheten skulle säljas. Försäljningsplanerna följdes av en debatt gällande om kyrkor som grupp verkligen bör avhända sig kyrkorna och i synnerhet om läget som här är mycket centralt. Våren 2015 såldes kyrkobyggnaden till Stockholms stadsmission.